# 埃迪逊·佩雷亚
埃迪逊·佩雷亚·巴伦西亚（西班牙語：Édixon Perea Valencia，1984年4月20日—），是一名哥伦比亚职业足球运动员，现由中国足球超级联赛球队长春亚泰效力于哥倫比亞甲組聯賽的卡利体育。

## 俱乐部生涯
佩雷亚曾经先后在哥伦比亚国内的乌伊拉竞技、奎迪奥、帕斯托和民族竞技效力。2005年前往欧洲发展，加盟法国足球甲级联赛球队波尔多。佩雷亚在2008年转会到巴西格雷米奥，2010年夏季曾经到英格兰足球超级联赛球队布莱克本试训，但没能留队， 之后加盟西班牙足球乙级联赛球队拉斯帕尔马斯。2011年，佩雷亚转投墨西哥球队蓝十字。
2012年7月，中国足球超级联赛球队长春亚泰宣布佩雷亚正式加盟球队。 他在半個賽季總共出場12次，打進2球。
2013年1月，哥倫比亞甲組聯賽的卡利体育宣布佩雷亚租借加盟球隊1年。

## 国际比赛生涯
佩雷亚曾经代表哥伦比亚U-20国家队参加2003年世青赛，并跟随球队获得季军。
2004年，佩雷亚首次入选哥伦比亚国家足球队，并代表哥伦比亚参加了2004年美洲國家盃和2007年美洲國家盃。2004年7月9日，他在2004年美洲盃小组赛第二轮最后时刻打进在国家队的首个进球，帮助哥伦比亚1比0绝杀玻利维亚，提前一轮获得小组出线权。